# Monastero di Rumtek
Il monastero di Rumtek  (tibetano: རུམ་ཐེག་དགོན་པ་,; Wylie: Rum-theg Dgon-pa) è un convento del buddismo tibetano, situato a Rumtek, poco distante da Gangktok, nello stato indiano del Sikkim.

## Descrizione
Il monastero di Rumtek fu fondato nel XVI secolo dal IX Karmapa, nei pressi di Rumtek, in Sikkim. Venne scelto come dimora in esilio dei Karmapa, ma attualmente la sede è vacante poiché è in corso una controversia su chi sia la reincarnazione del XVI Karmapa.
Si trova ad un'altitudine pari 1500 metri sul livello del mare, a ventiquattro chilometri dalla capitale Gangtok.